# Beit Kammunah
Beit Kammunah (tiếng Ả Rập: بيت كمونة) là một ngôi làng Syria ở huyện Tartus thuộc tỉnh Tartus. Theo Cục Thống kê Trung ương Syria (CBS), Beit Kammunah có dân số 1.804 trong cuộc điều tra dân số năm 2004.